# Robin Sid
Robin Sid (Ingå, 21 settembre 1994) è un calciatore finlandese, centrocampista dell'EIF.

## Palmarès

### Club

#### Competizioni nazionali
- Coppa di Finlandia: 1

IFK Mariehamn: 2015
- Campionato finlandese: 1

IFK Mariehamn: 2016